# نشان آتنا

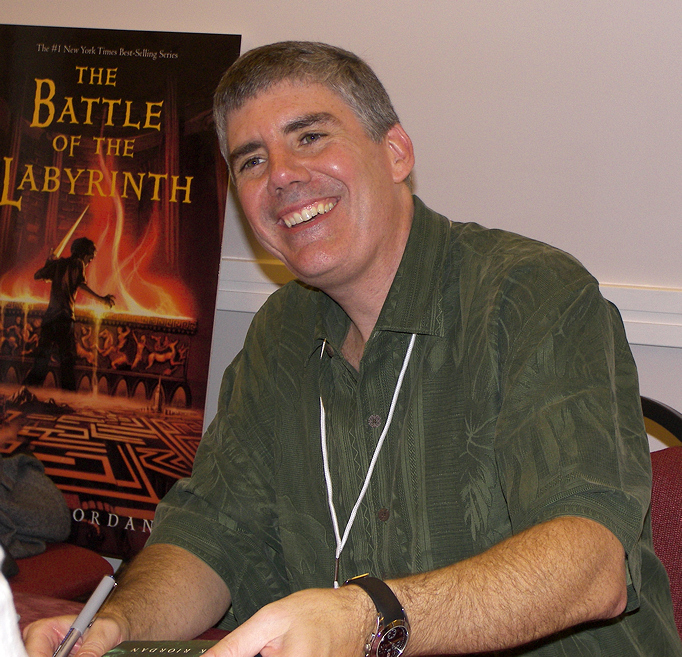
ریک ریوردان (نویسنده کتاب نشان آتنا)در جشنواره کتاب تگزاس 2007 در آستین، تگزاس، ایالات متحده.

نشان آتنا (به انگلیسی: The Mark of Athena) جلد سوم مجموعه قهرمانان المپ اثر ریک ریوردن است و در ۲ اکتبر ۲۰۱۲ توسط انتشارت دیزنی منتشر شده است. وب سایت زندگی پیشتاز این کتاب را به فارسی ترجمه و به صورت رایگان در دسترس همگان قرار داده است.

## داستان
آنابث ترسیده است. درست موقعی که او و پرسی دوباره بعد از شش ماه، به لطف هرا، در کنار هم قرار میگیرند به نظر میرسد که کمپ ژوپیتر خود را برای جنگ آماده میکند. درحالیکه آنابث و دوستانش با آرگو دو پرواز می کنند نمی‌تواند رومی ها را برای اینکه با دیدن آرگو فکر کنند که آن یک اسلحه ی یونانی است خصوصاً با حضور اژدهای محبوب لئو. اما او امیدوار است حضور جیسون رهبر رومی ها به آنها اطمینان دهد که یونانی ها با صلح آمدند.
و این فقط یکی از نگرانی های آنابث است. او با خود هدیه ای از مادرش را حمل میکند که با پیام نگران کننده ای به دستش رسیده بود: « نشان آتنا را دنبال کن، انتقام مرا بگیر.» آنابث همین‌طوری زیر بار فشار پیشگویی که هفت نیمه خدا دروازه های مرگ را میببند در حال له شدن هست آتنا چه چیز دیگری از او میخواهد؟
با این وجود بزرگترین ترس آنابث تغییر پرسی است. نکند او به راه های رومی عادت کرده؟ آیا هنوز به دوستان قدیمی اش نیاز دارد؟ به عنوان دختر جنگ و عقل او میداند که همیشه باید یک رهبر باشد اما نمیخواست که دیگر بدون مغزجلبکی در کنارش رهبر باشد.
روایت شده با چهار نیمه خدای متفاوت نشان آتنا سفری فراموش نشدنی به زمین های روم که اکشتاف های مهم، قربانی های شوکه کننده و ترس های غیرقابل صحبت در انتظارش هست است ...